# Magnolia leveilleana
Magnolia leveilleana là một loài thực vật có hoa trong họ Magnoliaceae. Loài này được (Dandy) Figlar mô tả khoa học đầu tiên năm 2000.